# 政府公報

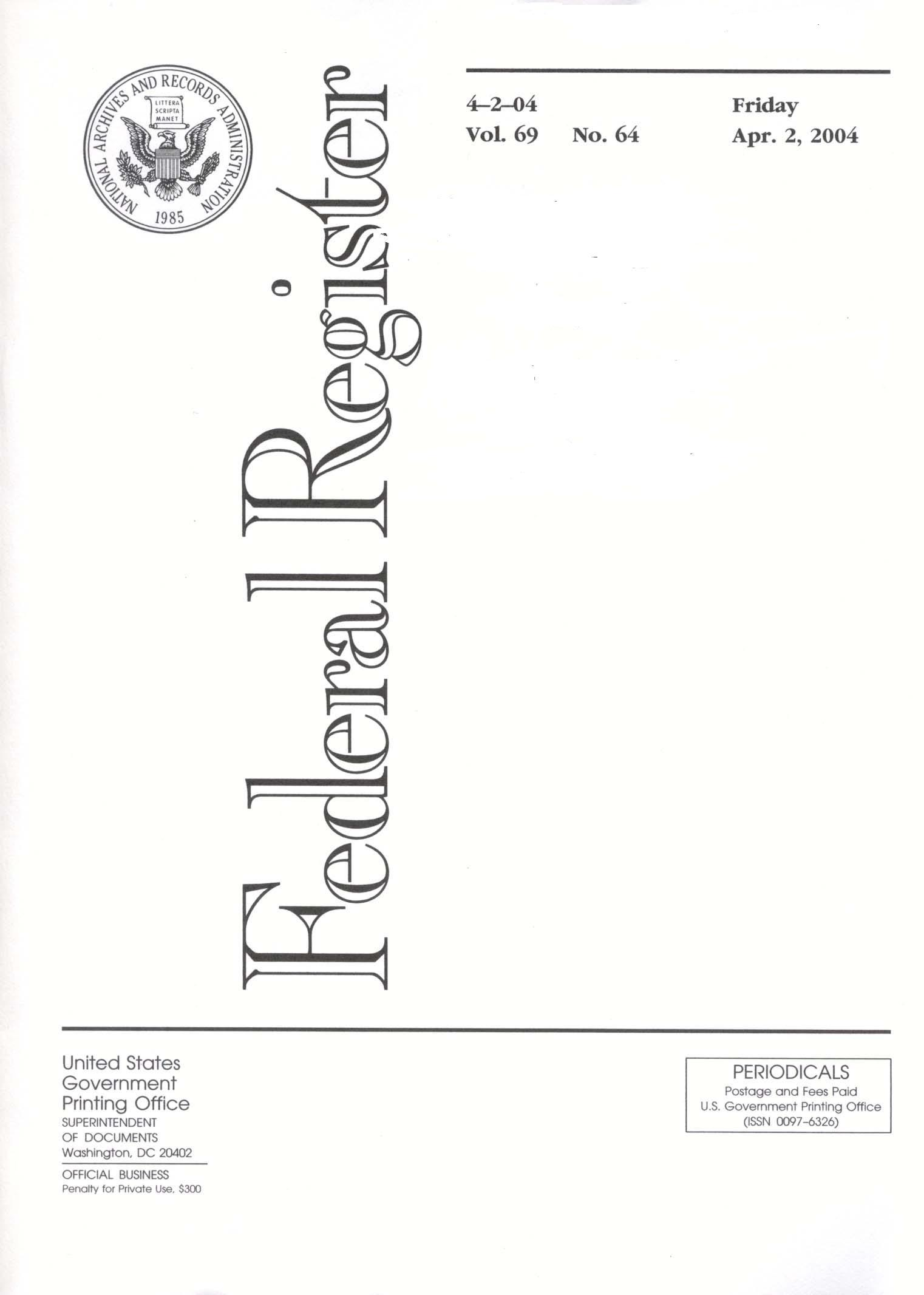
聯邦公報是美国政府的官方出版物，用于向公眾发布总统令

政府公报又稱官方公报、官方报纸、憲報，是一种經授权发布公共通知以及法律通告的定期出版物。此類出版物通常由政府創辦。政府公報公报以印刷、电子或两者兼有的形式出版。

## 私人報刊发表版
在一些司法管辖区，私人拥有的报纸也可以由政府授權发布公共通知和法律通告。同样，私营报纸也可由法院指定用于发布法律通告。